# Kvantová fyzika
Kvantová fyzika je soustavou fyzikálních teorií, která souběžně s teorií relativity ve 20. století předefinovala do té doby platné základy klasické fyziky. Zatímco teorie relativity vysvětluje především kosmologické otázky týkající se velkých celků, kvantová fyzika se primárně týká nejmenších, tzv. elementárních částic. Obě teorie, které se experimentálně potvrdily, se však nedaří sloučit do jednoho funkčního celku, tzv. teorie všeho.
Kvantová fyzika vychází z toho, že určité měřitelné veličiny se nemění spojitě (plynule), ale v násobcích určitého minimálního množství zvaného kvantum, které je dané Planckovou konstantou(h). Základní rovnicí kvantové fyziky je rovnice E=h•f. E je energie, h je Planckova konstanta a f je frekvence. 
K dalším základním principům patří to, že částice lze současně popsat i jako vlny (dualita částice a vlnění), nelze současně změřit jejich polohu a hybnost (princip neurčitosti) nebo že pozorování má vliv na pozorovaný systém. Obvykle v rámci kvantové teorie rozlišujeme kvantovou mechaniku a kvantovou teorii pole.

## Princip
Na rozdíl od klasické fyziky se v kvantové fyzice stav systému popisuje nikoli přímo měřitelnými veličinami {\displaystyle L} (poloha {\displaystyle x}, hybnost {\displaystyle p}, energie {\displaystyle E}, ...), ale speciální funkcí – stavovým vektorem (vlnová funkce {\displaystyle \Psi }, nejobecněji matice hustoty určující soubor vlnových funkcí {\displaystyle \Psi } s různými pravděpodobnostmi). Zatímco klasická fyzika předpokládá, že měření lze provést tak, aby jeho vliv na měřený objekt byl zanedbatelný, kvantová fyzika má jiný postup. Měřitelným fyzikálním veličinám {\displaystyle L} přiřazuje operátory {\displaystyle {\hat {L}}} působící na stavový vektor {\displaystyle \Psi }. Každé konkrétní měření je zásahem měnícím systém (tzv. redukce vlnového klubka {\displaystyle \Psi } – jeho změna na některou z vlastních funkcí{\displaystyle \lambda _{k}} operátoru {\displaystyle L}) a dávající jen některou z možných hodnot, totiž příslušnou vlastní hodnotu {\displaystyle l_{k}} operátoru (tj. {\displaystyle {\hat {L}}\lambda _{k}=l_{k}\lambda _{k}}), a to s pravděpodobností, kterou lze z {\displaystyle \Psi } a {\displaystyle \lambda _{k}} spočítat. Vlastní hodnoty {\displaystyle l_{k}} nemusí tvořit spojitou řadu, proto název kvantování. Zejména energie {\displaystyle E} soustavy se může měnit nejen spojitě (např. elektron s kladnou energií v atomu vodíku), ale i nespojitě (elektron se zápornou energií v atomu vodíku). Rozdíly {\displaystyle E_{k}-E_{n}=\Delta E} se pak nazývají kvanta energie a realizují se elektromagnetickou energií – fotonem s energií {\displaystyle \Delta E} a frekvencí
{\displaystyle \nu =\Delta E/\hbar }, kde {\displaystyle \hbar } je redukovaná Planckova konstanta.

## Historie
Počátky kvantové teorie sahají k přelomu 19. a 20. století, kdy Max Planck odvodil vztah pro frekvenční rozdělení energie záření černého tělesa z předpokladu, že světlo je vyzařováno po malých kvantech, jejichž energie je úměrná frekvenci (konstanta úměrnosti {\displaystyle \hbar } se nazývá Planckovou konstantou). Tehdejší teorie elektromagnetického záření předpokládaly čistě vlnový charakter světla.

### Vznik kvantové mechaniky
Bohrův model atomu (1913) vysvětloval rozložení spektrálních čar vodíku. Předpokládal, že moment hybnosti elektronu je celým násobkem Planckovy konstanty. Einstein pak vysvětlil podobným způsobem fotoelektrický jev, za což mu byla udělena Nobelova cena za rok 1921.
Na počátku dvacátých let kvantová mechanika pomáhala vysvětlit pouze mikroskopické jevy. De Broglie tedy navrhl uvažovat u veškeré látky dvojí podstatu, vlnovou a částicovou. Tím byly vysvětleny interferenční jevy při rozptylu částic (viz Youngův experiment pro různé typy částic).
Roku 1926 E. Schrödinger zveřejnil vlnovou rovnici .
W. Heisenberg zobecnil Hamiltonovy rovnice, čímž ukázal, že klasická mechanika je limitním případem mechaniky kvantové. Schrödingerova vlnová teorie i Heisenbergův maticový počet jsou ekvivalentní, jsou jen různými reprezentacemi stejné myšlenky.

### Vývoj kvantové teorie pole
Kvantová mechanika narážela na dva zásadní problémy. Je totiž:
1. mechanikou s konečným a předem daným počtem stupňů volnosti. Není tedy možné uvažovat proměnlivé množství částic (př. radioaktivní rozpady).
2. neslučitelná se speciální relativitou. Záleží na pořadí operátorů souřadnice a generátorů Lorentzovy transformace. Důsledkem toho je neudržitelnost pojmu lokalizovaného stavu v Lorentzovsky kovariantních teoriích, což v důsledcích vede k interpretačním těžkostem u Diracovy a Kleinovy–Gordonovy rovnice[1] (Kleinův paradox, třaslavý pohyb apod.).

Kvantová teorie pole oba tyto problémy řeší. Od začátku je budována pro systémy s nekonečným počtem stupňů volnosti, kde není nutné, aby v daném stavu byl počet částic pevně daný. Na druhý problém v teorii pole také nenarážíme, poněvadž v ní prostorová souřadnice vystupuje spolu s časem jako parametr, nikoliv jako dynamická proměnná, jak je tomu v kvantové mechanice. Tím umožňuje přirozeně zahrnout speciální teorii relativity a vyhnout se přitom problému s interpretací lokalizovaných stavů.
Korektním zahrnutím teorie relativity je dosaženo přesnějšího popisu procesů, kdy kinetická energie některých z částic je srovnatelná s jejich klidovou energií či vyšší. Ve třicátých letech 20. století se jednalo především o β-rozpad neutronu (kvůli uvolněnému lehkému neutrinu) a pochopitelně všech procesů s fotony. Relativistická kvantová teorie pole se proto rozvinula velmi záhy v podobě Fermiho teorie β-rozpadu (1934) a později kvantové elektrodynamiky (konec 40. let), k jejímž hlavním autorům patří P. Dirac, F. Dyson, J. Schwinger, R. Feynman a Š. Tomonaga.
Zásadním problémem v poruchové formulaci teorie pole byl výskyt nekonečných koeficientů ve vyšších korekcích k základní aproximaci. Řešením se ukázala být procedura zvaná renormalizace, která odstraňuje nekonečné hodnoty pomocí předefinování fyzikálních konstant vystupujících v rovnicích, jako jsou náboje či hmotnosti částic. Ačkoliv matematická konzistence této procedury není zcela uspokojivá, vede k velmi dobré shodě s experimentem a stala se nedílnou součástí současné kvantové teorie. Mnoho fyziků, mj. Dirac a Feynman, vyjadřovalo ovšem nespokojenost s takovým stavem a dodnes renormalizace zůstává jedním z „nejdivnějších“ míst současné fyziky.
Renormalizace je (v užším smyslu) aplikovatelná jen na určitou třídu teorií, zvaných renormalizovatelné. Renormalizovatelnost je užitečným kritériem pro rozhodování, zda určitá teorie pole je přípustná pro popis v přírodě se vyskytujících procesů. Nerenormalizovatelnost staré Fermiho teorie vedla k předpovědi objevu existence intermediálních bosonů W a Z a posléze ke sjednocení elektrodynamiky a teorie slabých interakcí do jednotné teorie elektroslabých interakcí.
Vývoj teorie silných interakcí (jež jsou zodpovědné za síly držící dohromady hadrony a atomová jádra) byl složitější, především kvůli nepřebernému množství nově objevených hadronů v padesátých a šedesátých letech. Určitou dobu dokonce převažoval mezi fyziky názor, že kvantová teorie pole není v zásadě nutná pro popis částicových experimentů a předpovědi byly získávány vyšetřováním analytických vlastností S-matice. Teorie pole zažila návrat koncem šedesátých let po objevu kvarkového modelu a asymptotické volnosti, což vedlo k ustavení kvantové chromodynamiky jako hlavní teorie silných interakcí. Za objev asymptotické volnosti byla udělena F. Wilczekovi, D. Grossovi a H. D. Politzerovi nobelova cena za rok 2004.

## Formulace

### Rozdíly mezi klasickou a kvantovou fyzikou
Klasická fyzika popisuje stav systému v daném čase pomocí sady hodnot vybraných měřitelných veličin (ty jsou v kvantové fyzice obvykle nazývány pozorovatelné). Například stav bodové částice (hmotného bodu) je úplně určen, zadáme-li jeho polohový vektor a vektor hybnosti; pak říkáme, že poloha a hybnost jsou úplným systémem pozorovatelných (ÚSP). (Alternativně lze udat místo hybnosti například směr pohybu a energii; výběr ÚSP použitých k popisu je víceméně libovolný a obvykle se volí sada pozorovatelných co nejlépe se hodící k výpočtům. Ostatní pozorovatelné jsou pak funkcí těch z ÚSP – energie je u volného hmotného bodu kvadrátem hybnosti a podobně.) Řešením pohybové rovnice pak principiálně můžeme spočíst, jaký bude stav systému v jiných časech.
Pojem stavu systému v kvantové teorii je složitější. Klíčovým rozdílem oproti klasické fyzice je možnost, že vybraná pozorovatelná v daném stavu nemá nějakou konkrétní hodnotu, ale při měření této veličiny můžeme dostat různé výsledky s různou pravděpodobností. Pravděpodobnost naměření hodnoty {\displaystyle x} veličiny {\displaystyle X} můžeme označit {\displaystyle P(x)}, místo jedné hodnoty polohy {\displaystyle x_{0}} určující pozici částice tak musíme k popisu systému udat pravděpodobnosti nalezení částice v každém bodě prostoru. (Protože prostor je spojitý, místo pravděpodobnosti je třeba udávat hustotu pravděpodobnosti, toto rozlišení budeme dále vynechávat, protože není pro pochopení podstaty kvantové teorie zásadní). Mohou ovšem existovat i speciální stavy, kde měřením vybrané pozorovatelné (v našem případě polohy) můžeme získat jen jedinou hodnotu {\displaystyle x_{0}}, tj. {\displaystyle P(x)=0} pro {\displaystyle x\neq x_{0}}. Takovým stavům se říká stavy vlastní, nebo stavy s ostrou hodnotou pozorovatelné. V kvantové teorii jsou ale tyto stavy jen malou podmnožinou všech možných stavů systému.

#### Vlnová funkce
Ukazuje se, že pro popis interference nestačí udávat pravděpodobnostní funkci {\displaystyle P(x)}, ale komplexní amplitudu pravděpodobnosti {\displaystyle \psi (x)}, přičemž {\displaystyle P(x)=|\psi (x)|^{2}}. Amplituda {\displaystyle \psi } se pak nazývá vlnovou funkcí.
Analogicky by bylo samozřejmě možné udávat pravděpodobnost a fázový faktor, parametrizace pomocí komplexních čísel je ale výrazně elegantnější a jednodušší.
Máme-li v ÚSP pozorovatelných více (označme {\displaystyle A,B,C,...}), musíme znát pravděpodobnost naměření pro každou kombinaci hodnot {\displaystyle P(a,b,c,...)}, a tudíž také popisujeme systém pomocí vlnové funkce více proměnných {\displaystyle \psi (a,b,c,...)}.
V rámci kvantové teorie je změna původního stavu procesem měření realizována konceptem kolapsu vlnové funkce. Měříme-li pozorovatelnou {\displaystyle X} a obdržíme výsledek {\displaystyle x_{0}}, systém „zkolabuje“ do stavu s ostrou hodnotou {\displaystyle X=x_{0}}, tj. jeho vlnová funkce se náhle změní – nikoliv vývojem daným Schrödingerovou rovnicí, ale procesem měření jako takovým. Následující bezprostředně následující měření téže veličiny pak dá týž výsledek.

#### Kompatibilita pozorovatelných
Provedeme-li měření téže veličiny na daném systému dvakrát bezprostředně po sobě, získáme stejnou hodnotu dané veličiny. To ovšem neplatí pro měření na jiných pozorovatelných – pokud měříme veličinu {\displaystyle X} s výsledkem {\displaystyle x_{0}}, poté veličinu {\displaystyle Y} s výsledkem {\displaystyle y_{0}}, můžeme následujícím měřením {\displaystyle X} získat {\displaystyle x_{1}} různé od {\displaystyle x_{0}}. Tuto skutečnost přirozeně interpretujeme jako nemožnost současného měření pozorovatelných {\displaystyle X} a {\displaystyle Y}. Pozorovatelné {\displaystyle X} a {\displaystyle Y} se pak nazývají nekompatibilní. ÚSP pak zřejmě musí být tvořen jen kompatibilními pozorovatelnými.
Praktickým příkladem nekompatibilních pozorovatelných je hybnost a souřadnice. Jejich nekompatibilita je v jistém smyslu dokonce maximální, neexistuje totiž žádný stav, který by měl ostrou hodnotu obou těchto pozorovatelných a dokonce v každém stavu s ostrou hodnotou souřadnice (resp. hybnosti) může být hybnost (resp. souřadnice) libovolná, a to s rovnoměrným rozdělením pravděpodobnosti. To ovšem znamená, že na rozdíl od klasické mechaniky bodové částice nemůže hybnost a souřadnice tvořit ÚSP. Ukazuje se ale, že v mechanice kvantové stačí, když je ÚSP tvořen jen hybností nebo jen souřadnicí.

#### Příprava stavu a princip superpozice
V kvantové teorii hraje důležitou roli otázka přípravy stavu. Zatímco klasická fyzika tento problém neřeší (připravit systém do nějakého výchozího stavu se považuje za problém ryze technický), ve fyzice kvantové narážíme na koncepční problém: abychom vůbec věděli, v jakém je systém stavu, musíme provádět měření, při nichž se ovšem systém nechová deterministicky. Proto příprava stavu úzce souvisí s procedurou měření. Po provedení měření (jehož výsledek je náhodný) víme, že systém zkolaboval do stavu s ostrou hodnotou, kterou jsme naměřili a můžeme říct, že jsme připravili systém v onom konkrétním stavu. Pokud tedy měříme například polohu částice (např. tak, že na ni svítíme a pozorujeme odražené fotony) a naměříme nějakou hodnotu {\displaystyle x}, pak můžeme tvrdit, že jsme připravili částici v tomto bodě. (Povšimněme si, že prakticky nevíme, v jakém stavu byl systém před prvním měřením.) Nevýhodou tohoto postupu je pochopitelně neschopnost určit onen bod předem. Proto má smysl trochu modifikovaná procedura – měřit, zda se částice nachází v určitém bodě. Tím získáme ano/ne experiment, přičemž v případě kladného výsledku měření máme systém ve stavu, o který jsme usilovali. To můžeme provést třeba tak, že svítíme jen do tohoto jednoho bodu. (Technické aspekty měření můžeme ignorovat, říkejme, že jsme do daného bodu umístili detektor částic. Ignorujme také konečné rozměry a tudíž nenulovou systematickou chybu měření detektoru.)
Co se stane, když umístíme dva detektory do dvou různých bodů {\displaystyle x} a {\displaystyle y}? Pokud budeme detekovat signál zvlášť z každého z detektorů, nebude se situace podstatně lišit od předchozího případu – v případě kladného výsledku měření získáme částici umístěnou buď v {\displaystyle x} nebo v {\displaystyle y}. Co když ale budeme detekovat jen jeden signál, ignorujíce z jakého detektoru vyšel? Naivně by se dalo čekat, že stav bude buď částice v bodě {\displaystyle x}, nebo částice v {\displaystyle y}, pouze nebudeme vědět, která možnost platí. Ve skutečnosti bude ale vlnová funkce výsledného stavu lineární kombinací vlnových funkcí stavů soustředěných v {\displaystyle x} a {\displaystyle y}, přičemž koeficienty v této lineární kombinaci budou záviset na stavu systému před měřením. Toto je podivuhodná vlastnost kvantové teorie (všimněte si, že stav systému závisí na tom, jaké informace experimentátor extrahuje z měřicí aparatury) a sčítání vlnových funkcí se nazývá principem superpozice.

#### Dvojí druh časového vývoje
Na místě klasické pohybové rovnice (což je obvykle diferenciální rovnice druhého řádu v čase) stojí Schrödingerova rovnice řídící časový vývoj vlnové funkce. Tato rovnice popisuje vývoj systému za předpokladu, že není prováděno žádné měření, tedy je-li systém dostatečně izolovaný od svého okolí. Vlnová funkce se řízením Schrödingerovy rovnice v čase vyvíjí spojitě. Tzn. existují dva druhy časového vývoje v kvantové teorii: Hladký vývoj daný Schrödingerovou rovnicí jsoucí obdobou vývoje klasického systému, a na druhé straně ryze kvantový kolaps při měření.

### Matematický aparát
(Poznámka k symbolice: V tomto článku jsou vektory označovány malými latinskými písmeny, operátory jsou pak označovány velkými písmeny se stříškou. Taková notace je jistým kompromisem mezi notací užívanou matematickými fyziky a matematiky – kde chybí i stříška u operátorů – a fyzikální Diracovou (braketovou) notací. Diracova notace je přehlednější, ovšem je typograficky náročnější a pro konzistentní zavedení je třeba zavádět duální prostory, což je nad rámec tohoto článku.)
Pro detailnější porozumění kvantové teorii je vhodné uvažovat obecnější a abstraktnější aparát založený na lineární algebře. Systému je v něm přiřazen Hilbertův prostor, tj. úplný vektorový prostor se skalárním součinem. Každý nenulový vektor představuje možný stav systému a odpovídající vlnovou funkci. Obvykle se přitom vlnová funkce sama používá k reprezentaci abstraktního vektoru. Výhodou abstraktního popisu je výrazné zjednodušení vzorců, kde místo nepřehledných integrálních formulí vystupuje skalární součin stavových vektorů.
Zatím jsme pouze řekli, jaká je amplituda pravděpodobnosti naměření určité hodnoty pozorovatelné {\displaystyle X}, která hraje roli argumentu vlnové funkce. Ovšem výběr pozorovatelné, kterou použijeme k tomuto účelu, je víceméně libovolný. Jaká je ale pravděpodobnost naměření hodnoty {\displaystyle y} pozorovatelné {\displaystyle Y} ve stavu s vlnovou funkcí {\displaystyle \psi }? Kvantová teorie tuto amplitudu pravděpodobnosti definuje jako skalární součin {\displaystyle \psi } s vektorem odpovídajícím stavu s ostrou hodnotou {\displaystyle y}, tj. {\displaystyle a=(\psi ,v_{y})}.
Disponujeme-li systémem ve více kopiích a jsme-li teoreticky schopni všechny kopie uvést do stejného stavu {\displaystyle \psi }, můžeme se ptát, jaká bude střední hodnota {\displaystyle \scriptstyle {\bar {X}}} pozorovatelné {\displaystyle X} ve stavu {\displaystyle \psi }, tj. aritmetický průměr výsledků měření na jednotlivých kopiích systému. Přirozeně, {\displaystyle \scriptstyle {\bar {X}}} je dána váženým aritmetickým průměrem přes všechny možné naměřené hodnoty. Jednotlivé váhy jsou pak určeny pravděpodobností naměření příslušné hodnoty, tj.:
{\displaystyle {\bar {X}}=\sum _{i}x_{i}|(\psi ,v_{i})|^{2}}.

#### Operátory
Každé pozorovatelné veličině {\displaystyle Y} je přiřazen hermitovský operátor {\displaystyle {\hat {Y}}}. Vlastní vektory {\displaystyle v_{i}} tohoto operátoru reprezentují stavy s ostrou hodnotou pozorovatelné {\displaystyle X}, tato hodnota {\displaystyle x_{i}} je pak rovna příslušnému vlastnímu číslu. Taková reprezentace pozorovatelných má nezanedbatelné výhody. Například díky ortogonalitě vlastních vektorů samosdruženého operátoru můžeme operátor rozložit podle následujícího přepisu:
{\displaystyle {\hat {X}}\psi =\sum _{i}v_{i}x_{i}(v_{i},\psi )},
odkud je snadno vidět, že vzorec pro střední hodnotu se zjednoduší na {\displaystyle {\bar {X}}=(\psi ,{\hat {X}}\psi )}.
Operátory odpovídající kompatibilním veličinám navzájem komutují, naopak nekomutující operátory reprezentují nekompatibilní (komplementární) pozorovatelné veličiny. Operátory také hrají zásadní roli při procesu kvantování (viz níže).

#### Kvantování
Zavedení operátorů je klíčové pro proceduru zvanou kvantování. Kvantováním se nazývá postup vedoucí k „odvození“ kvantových pohybových rovnic ze znalosti příslušného klasického systému. Standardně se postupuje v několika krocích.
- Určíme základní pozorovatelné, obvykle souřadnici a hybnost, a přiřadíme jim operátory. Tyto pozorovatelné jsou vzájemně konjugované, tj. klasicky platí, že jejich Poissonova závorka je rovna jedné. Přiřazené kvantové operátory musí být nekomutující a jejich komutátor musí být roven imaginární jednotce násobené redukovanou Planckovou konstantou. Komutátor v kvantové teorii odpovídá klasické Poissonově závorce.
- Standardní volba v kvantové mechanice je, že jeden z operátorů (třeba souřadnice) je reprezentován násobením argumentem vlnové funkce, tj. {\displaystyle \scriptstyle ({\hat {X}}\psi )(x)=x\psi (x)}, zatímco druhý operátor (hybnost) je reprezentován i-násobkem operátoru derivace: {\displaystyle \scriptstyle ({\hat {P}}\psi )(x)=i\hbar {\frac {\mathrm {d} }{\mathrm {d} x}}\psi (x)}. Pokud operátor násobení zvolíme jako souřadnici, mluvíme o souřadnicové reprezentaci, pokud násobícím operátorem je hybnost, mluvíme o reprezentaci hybnostní (impulsové). Snadno se lze přesvědčit, že skutečně komutátor těchto operátorů je jednotkový operátor.
- Další pozorovatelné jsou obvykle vyjádřeny jako funkce těchto základních pozorovatelných, a to stejné funkce, jako v klasickém případě. Např. hamiltonián (energie) bodové částice je roven {\displaystyle \scriptstyle p^{2}/2m+V(x)}, v kvantovém případě pouze nahradíme symboly pozorovatelných příslušnými operátory.
- Typicky musíme řešit určité nejednoznačnosti, jednak v definičním oboru neomezených operátorů, a potom v interpretaci součinů hybnosti a souřadnice, pokud vystupují v klasických vztazích. Na kvantové úrovni totiž závisí na pořadí v součinu nekomutujících operátorů. V kvantové mechanice u jednoduchých systémů problém s nejednoznačností pořadí nevzniká, protože hamiltonián má standardně tvar součtu kinetického členu (jsoucího funkcí hybnosti) a potenciálu, který je funkcí souřadnice – tudíž se v klasickém hamiltoniánu součiny nekompatibilních pozorovatelných nevyskytují. Na druhé straně volba definičního oboru operátoru může výrazně ovlivnit vlastnosti systému. Tyto nejednoznačnosti lze rozřešit jen experimentálně.

Je vhodné si uvědomit, že kvantování není exaktní procedura, ale spíš umění najít ke klasickému systému jeho protějšek. Existuje také dost systémů nemajících klasickou analogii, nejjednodušším příkladem je spin elektronu. Problém kvantování je zásadní v teorii pole, kde není možno ve většině případů interagujících polí matematicky rigorózně systém definovat a řešit (tj. určit Hilbertův prostor a definiční obory operátorů a exaktně stanovit platnost použitých metod řešení).

## Alternativní formulace
Kromě standardního postupu užívajícího Hilbertova prostoru a operátorů je, zvláště v teorii pole, populární postup využívající dráhového integrálu, zavedený R. P. Feynmanem. Opírá se o výpočty integrálů přes množinu všech myslitelných trajektorií ve fázovém nebo konfiguračním prostoru.
Tento postup umožňuje (teoreticky) předpovídat výsledky měření na kvantovém systému užívaje klasického hamiltoniánu. Vede k relativně jednoduchému zavedení veličin, s nimiž operuje kvantová teorie pole, a k přehlednému odvození poruchových metod. Sám Feynman tvrdil, že k zavedení této formulace ho vedla snaha pochopit vztah klasického a kvantového systému, jenž se zdá ve formalismu dráhového integrálu zřetelnější (k hodnotě integrálu přispívají nejvíce trajektorie pohybující se okolo minima akce – tj. klasické trajektorie).
Důvodem, proč není tato formulace užívána dominantně, je jednak prakticky snazší počítání s operátory, a potom především matematická obtížnost pojmu dráhového integrálu. Dráhový integrál nelze definovat přímo dle teorie míry a integrálu (viz též Wienerova míra). Používá se tedy přiblížení pomocí limitní diskretizace, přičemž ožívají nejednoznačnost řazení operátorů v součinech a další problémy (limita přísně vzato neexistuje). Přesto paradoxně tato formulace vede k plodným výsledkům v částicové fyzice.

## Interpretace
Nemožnost pozorovat mikrosvět atomů přímo vedla k tomu, že se jedná pouze o subjektivní interpretace kvantové mechaniky. Existence kolapsu vlnové funkce vedla již v počátcích kvantové teorie k jejímu odmítání či minimálně kritickému postoji ze strany význačných vědců (jmenujme za všechny E. Schrödingera a A. Einsteina – paradoxně dva z těch, kteří se o vznik kvantové teorie zasloužili zásadní měrou), a to z několika různých příčin:
- Pojem měření je z principiálního hlediska definován vágně, jestli vůbec.[zdroj?]
- Kolaps vlnové funkce probíhá v jednom okamžiku. Může jít ale o systém s velkým prostorovým rozsahem, měření lze provádět ve velmi vzdálených místech. Kolaps tak okamžitě ovlivní rozsáhlou oblast (v principu celý vesmír), což se jeví být v příkrém protikladu se základním tvrzením speciální teorie relativity o nemožnosti nadsvětelné rychlosti šíření signálů.

### Problém definice měření
Kolaps nastává podle kvantové teorie v okamžiku měření. Učebnice kvantové teorie obvykle nejdou příliš dál ve výkladu o bližším určení tohoto okamžiku. Standardně se uvažuje mikroskopický systém, na němž provádíme měření pomocí makroskopické aparatury. V praktickém případě nedělá takové rozlišení žádné potíže – systém je obvykle tvořen jednotlivými atomy, zatímco aparatura může dosahovat rozměrů továrny (nejextrémnějším příkladem jsou obří urychlovače sloužící často pro výzkum vnitřní struktury protonů). Teoreticky ale můžeme libovolně velkou aparaturu zahrnout do zkoumaného systému a v tomto pohledu se kolaps odsouvá až do okamžiku, kdy výzkumník začne pozorovat aparaturu. Můžeme ale do systému zahrnout i mozek výzkumníka atd. Tudíž už samo určení okamžiku kolapsu je nejasné. Viz též příklad Schrödingerovy kočky. V podstatě existují tyto zásadní cesty, jak věc řešit:
1. Problém ignorovat. Kvantová teorie dává dobré odpovědi na otázky o konkrétních výsledcích konkrétních měření. Je třeba se na ni dívat jako na nástroj pro předpovídání výsledků experimentů a na kolaps jako na pomocnou myšlenkovou konstrukci, která nám usnadňuje o teorii mluvit. Otázka, zda je kolaps skutečný (či zda je vlnová funkce skutečná), či dokonce kdy ke kolapsu dochází, spadá do filozofie, ne do fyziky. (V originále tzv. shut-up-and-calculate přístup.)
2. Problém kolapsu vysvětlit tak, že nepozorované stavy přestaneme uvažovat a nadále jim nepřisuzujeme žádnou roli. Ke kolapsu dochází, jakmile jsou do superpozice zahrnuty dostatečně velké objekty, kolaps je objektivní záležitost. Tento pohled na kvantovou teorii se nazývá kodaňská interpretace a je pravděpodobně zastáván většinou fyziků dneška.[2]
3. Problém kolapsu vysvětlit provázáním stavu systému se stavem vědomí pozorovatele. Tím řekneme, že globální vlnová funkce celého vesmíru stavem nikdy neprochází, ale dělí se na superpozici mnoha větví odpovídajících všem možným výstupům experimentu. Viz též mnohosvětová interpretace.
4. Kolaps je pouze zdání vznikající díky naší neschopnosti zjistit všechny informace o systému, vedoucí k teorii skrytých parametrů.

### Problém se speciální relativitou
V roce 1935 Einstein, B. Podolsky a N. Rosen publikovali myšlenkový experiment, kterým hodlali zpochybnit úplnost kvantové teorie (EPR paradox). V principu poukazovali na existenci stavů, u kterých měření na jednom místě vede k okamžitému ovlivnění možných výsledků měření v místě vzdáleném, a tak k popření principů speciální relativity.
Vzhledem k tomu, že experimentátor nemůže „zařídit“, jaký má být výsledek jeho měření (tj. kam má systém zkolabovat), nelze tohoto jevu využívat k šíření informace nadsvětelnou rychlostí. Proto je tento myšlenkový pokus spíše argumentem filozofickým, opírajícím se o přesvědčení, že vlnová funkce je reálný objekt. Autory byl zamýšlen jako podpora teorií se skrytými parametry.
Ty tvrdí, že kvantový systém je, podobně jako klasický, určen jednoznačně hodnotami sady parametrů, z nichž ovšem jen některé jsou pozorovatelné. Zbylé skryté parametry, které nejsme schopni zjistit, jsou příčinou neklasického chování kvantových systémů. Podle těchto teorií je výsledek měření systému určen předem a výběr stavu, kam systém zkolabuje, je určen právě skrytými parametry.
V době publikování EPR článku se nevědělo, jak zjistit, zda skryté parametry existují. Překvapivě jednoduchý test navrhl John Bell v šedesátých letech. Pomocí Bellových nerovností byla existence skrytých parametrů experimentálně vyvrácena. Nadále však není jasné, co lze považovat za kvantové.
Nakonec je třeba poznamenat, že často zmiňovaná neslučitelnost obecné relativity a kvantové teorie není důsledkem zmíněného paradoxu s kolapsem. Potíže při slučování obecné relativity a kvantové teorie jsou více technického rázu a týkají se nerenormalizovatelnosti Einsteinovy teorie gravitačního pole. V současné době se jisté naděje na řešení tohoto problému vkládají do přechodu k teorii strun (který se základního postulátu kvantové teorie o kolapsu vlnové funkce netýká).

## Praktické uplatnění
Kvantová teorie hraje nezastupitelnou roli ve fyzice elementárních částic a fyzice pevných látek, atomové a molekulové fyzice a jejich prostřednictvím i v astrofyzice, fyzikální chemii a dalších oborech včetně medicíny. Bez kvantové teorie by pravděpodobně nebyly zkonstruovány polovodiče[zdroj?], neexistovala by jaderná energetika, některé moderní materiály jako uhlíková vlákna, lasery, apod. Pravděpodobně by také byly na mnohem nižší úrovni mnohé diagnostické a léčebné metody využívající radiofarmak a zářičů.
Kvantová teorie zásadním způsobem ovlivnila smýšlení lidí o světě. Pravděpodobnostní charakter
jejích předpovědí zasadil silnou ránu mechanistickému determinismu, silnému ve filozofii osmnáctého a devatenáctého století.